# Karol Staliński
Karol Staliński (niem. Carl Stalinski, ur. 21 kwietnia 1835 w Biskupcu, zm. 5 marca 1911 we Fromborku) – warmiński duchowny katolicki, kanonik kapituły warmińskiej we Fromborku, budowniczy kościoła i pierwszy proboszcz parafii w Prabutach.

## Życiorys

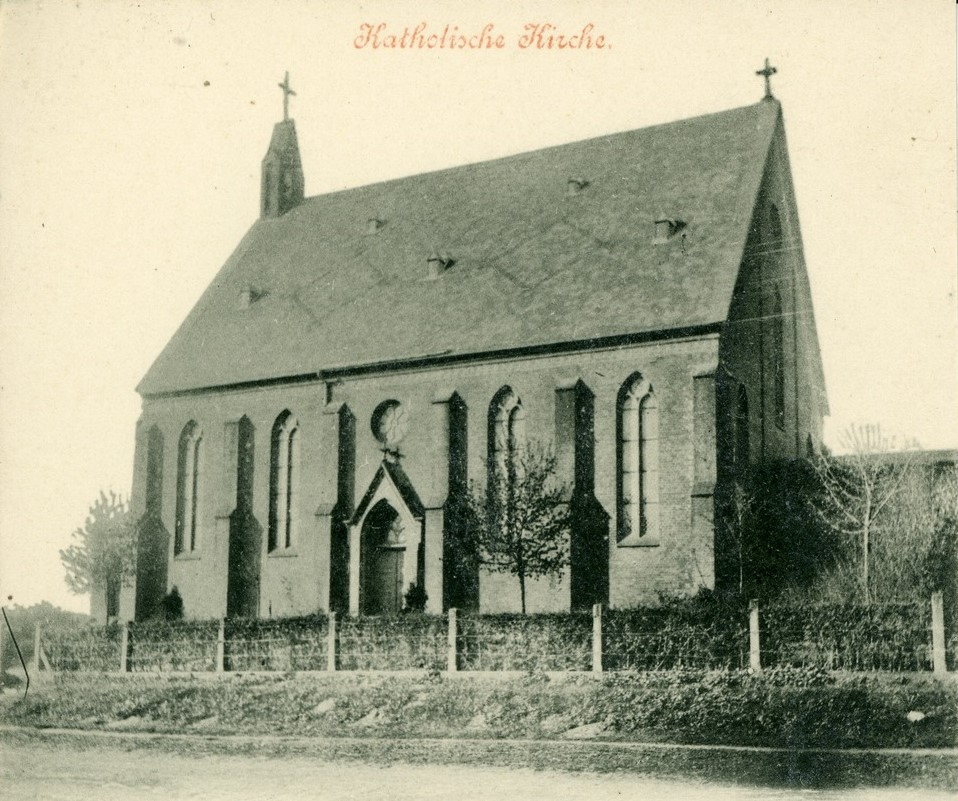
Kościół w Prabutach (1899), wieżę dobudowano w 1903 roku

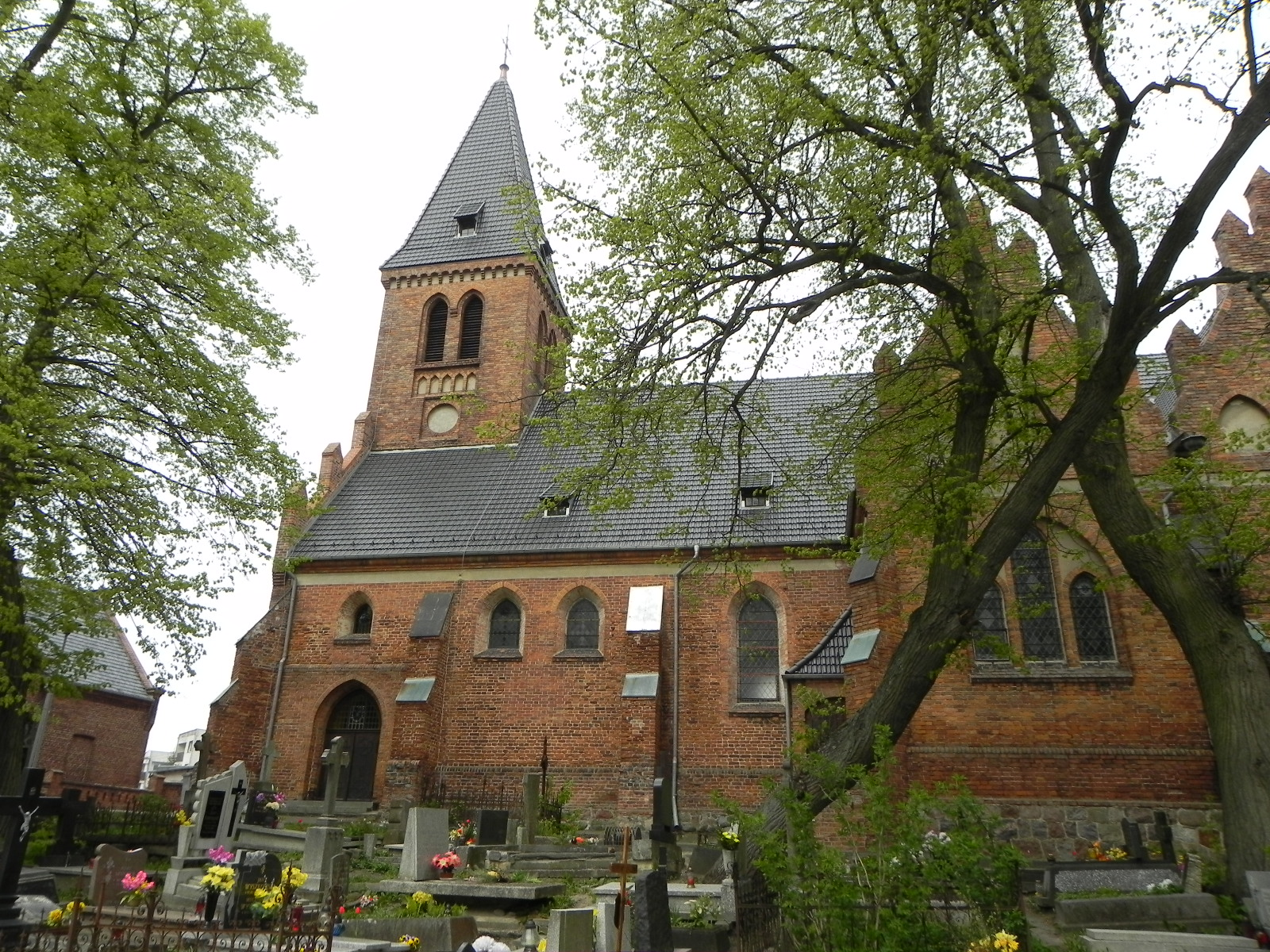
Kościół w Sztumie po rozbudowie

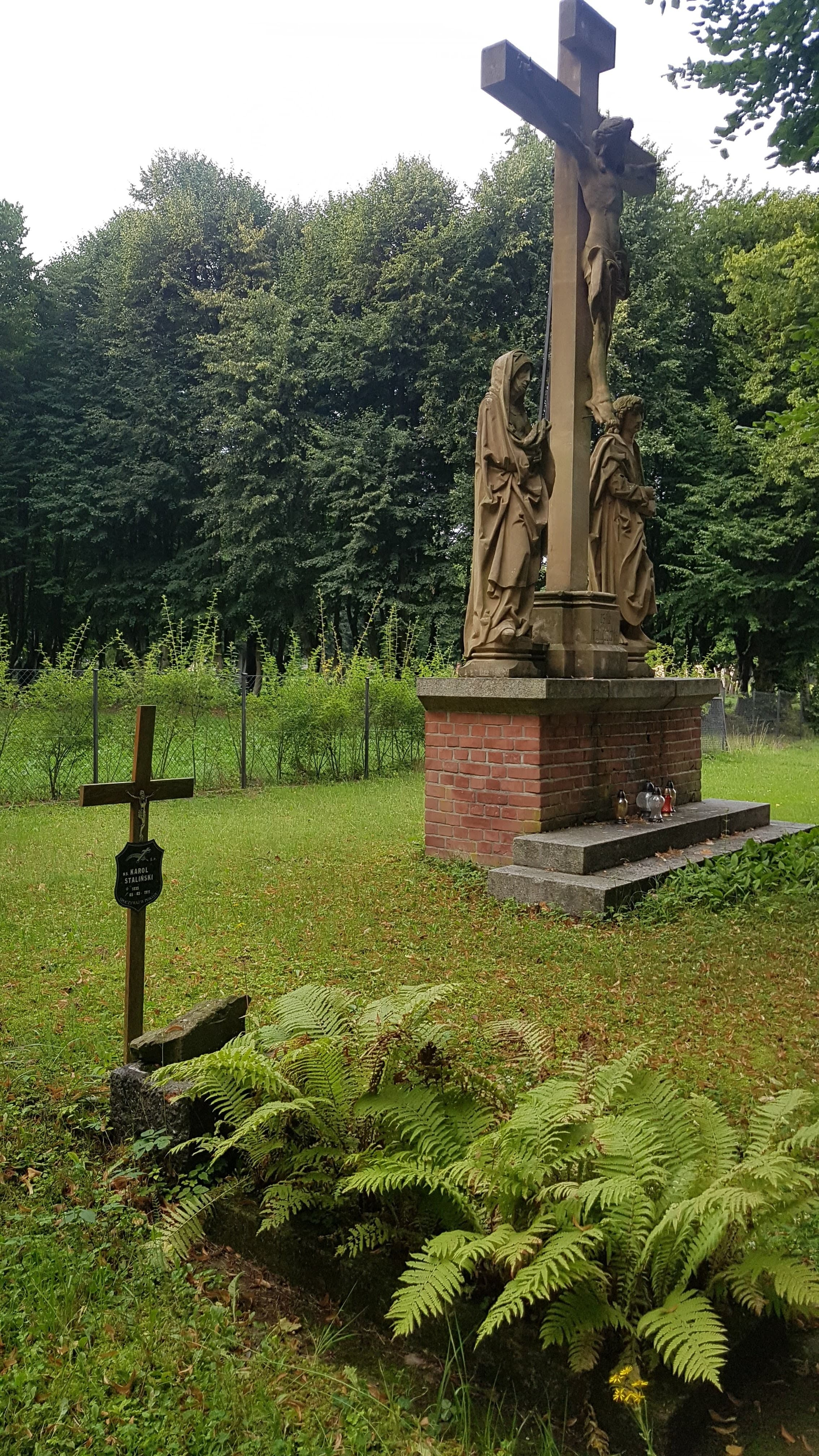
Grób ks. Stalińskiego, w tle Grupa Ukrzyżowania J. Seitza (2018)

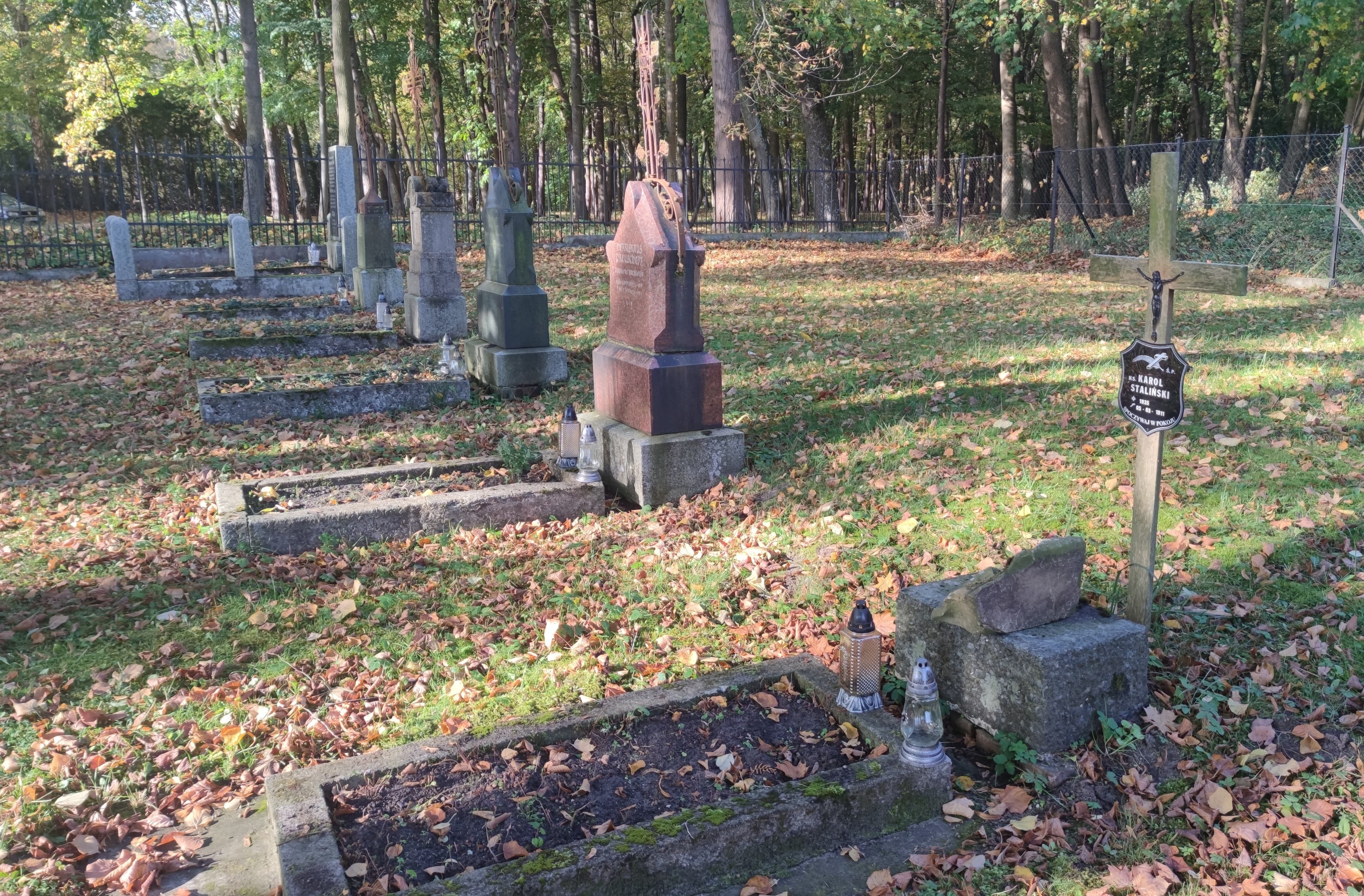
Jedyny niezachowany nagrobek w 1. rzędzie – ks. Stalińskiego (2022)

Urodził się 21 kwietnia 1835 roku w Biskupcu Reszelskim, w rodzinie organisty Floriana i Rozalii z domu Jagielki. Miał brata Sylwestra (1840–1917), który również został kapłanem w diecezji warmińskiej. Karol święcenia kapłańskie przyjął w 1862 roku. Był wikariuszem w Gietrzwałdzie i w kościele św. Trójcy w Kwidzynie. Od 11 kwietnia 1867 był kuratusem diaspory katolickiej w Prabutach, która posiadała tylko kaplicę na przedmieściu suskim. Jeszcze w tym samym roku zakupił działkę przy drodze do Susza, na której utworzył cmentarz grzebalny, który poświęcił 14 listopada tego roku.
Biskup Krementz widząc energiczną działalność ks. Stalińskiego, która ożywiła życie religijne katolików w Prabutach, w 1870 wystąpił z wnioskiem do ministra ds. wyznań o zgodę na erygowanie parafii. Gdy cesarz Wilhelm I Hohenzollern w dniu 28 sierpnia 1870 zaakceptował wniosek, 15 września 1870 Philipp Krementz erygował w Prabutach parafię pod wezwaniem św. Wojciecha i włączył ją do dekanatu sztumskiego. Parafia katolicka dynamicznie się rozwijała. W roku 1880 w mieście było już 600 wiernych na 4300 mieszkańców miejscowości. 22 czerwca 1875 ks. Staliński uzyskał zezwolenie władz pruskich na budowę świątyni. Prace rozpoczęto 21 czerwca 1876 na działce przekazanej nieodpłatnie w tym celu przez miasto. Ksiądz Staliński wykazywał się przy tym dużą charyzmą w konsolidacji lokalnej wspólnoty katolickiej oraz kreatywnością w pozyskiwaniu funduszy na budowę, wykorzystując różne środki docierania do darczyńców – również poprzez gazety i czasopisma. Dzięki temu jego prośby o wsparcie materialne prabuckiej placówki duszpasterskiej docierały nie tylko do ludności diecezji warmińskiej, ale również do wiernych spoza granic lokalnego Kościoła.
Świątynia została wzniesiona z czerwonej cegły w stylu neogotyckim i zgodnie z tradycją – orientowana. Kruszec na dzwony podarował cesarz Wilhelm I ze zdobytych armat w wojnie francusko-pruskiej (1870–1871). 2 maja 1878 biskup Kremenz poświęcił ukończoną świątynię „na cześć i chwałę Najświętszej Panny Maryi i świętego Wojciecha, Biskupa i Męczennika, Apostoła Prus”. Ks. Staliński, mianowany proboszczem parafii już w 1874 roku, odprawiał w kościele msze św. z kazaniami w języku polskim i niemieckim na przemian. Ponadto 16 sierpnia 1869 założył przy parafii prywatną szkołę katolicką. W 1888 naukę w niej pobierało 57 uczniów. W 1892 zmieniono status tej szkoły z prywatnej na publiczną.
Ks. Staliński pozostawał w Prabutach do 3 lipca 1890, kiedy to został mianowany proboszczem w Sztumie, po śmierci tamtejszego kaznodziei Petera Gaeblera. Już od dłuższego czasu starano się tam o rozbudowę świątyni, jednak władze w okresie kulturkampfu patrzyły na to nieprzychylnym okiem, bowiem parafia miała wówczas w przeważającej części polski charakter, o czym świadczy fakt, iż tylko w co trzecią niedzielę odprawiane były msze św. w języku niemieckim. Ks. Staliński miał już spore doświadczenie jako budowniczy kościoła w Prabutach, poza tym władze pruskie były mu przychylne, czego dowodem były nadane mu odznaczenia państwowe. W latach 1899–1901 kościół św. Anny przeszedł poważną przebudowę (kościół częściowo rozebrano i przedłużono o 10 metrów), a w 1901 zakupiono nowe organy do świątyni firmy Terletzki. Ponadto zasługą księdza było utworzenie w mieście domu dla sierot. W Sztumie ks. Staliński pełnił posługę do 22 kwietnia 1908 roku.
W 1908 władze diecezjalne uhonorowały go tytułem kanonika warmińskiego oraz kanonią we Fromborku. 26 listopada 1908 brał udział w wyborze nowego biskupa po śmierci Andreasa Thiela. Był także prefektem fundacji Potockiego. Za swoje zasługi został odznaczony orderami Orła Czerwonego IV i III klasy.
Zmarł wieczorem 5 marca 1911 roku we Fromborku na zawał serca. Pochowany został na Cmentarzu Kanoników. Był to pierwszy pochówek na nowo utworzonym cmentarzu, gdyż w podziemiach katedry nie było już miejsca na kolejne pochówki.